# تشوان عليا
تشوان عليا هي قرية في مقاطعة مراغة، إيران. عدد سكان هذه القرية هو 995 في سنة 2006.